# Cohors III Lingonum
La Cohors III Lingonum equitata fue una unidad auxilia de infantería del ejército del Imperio Romano del tipo cohors quinquagenaria equitata, cuya existencia está atestiguada desde el último cuarto del siglo I hasta finales del siglo II.

## Reclutamiento

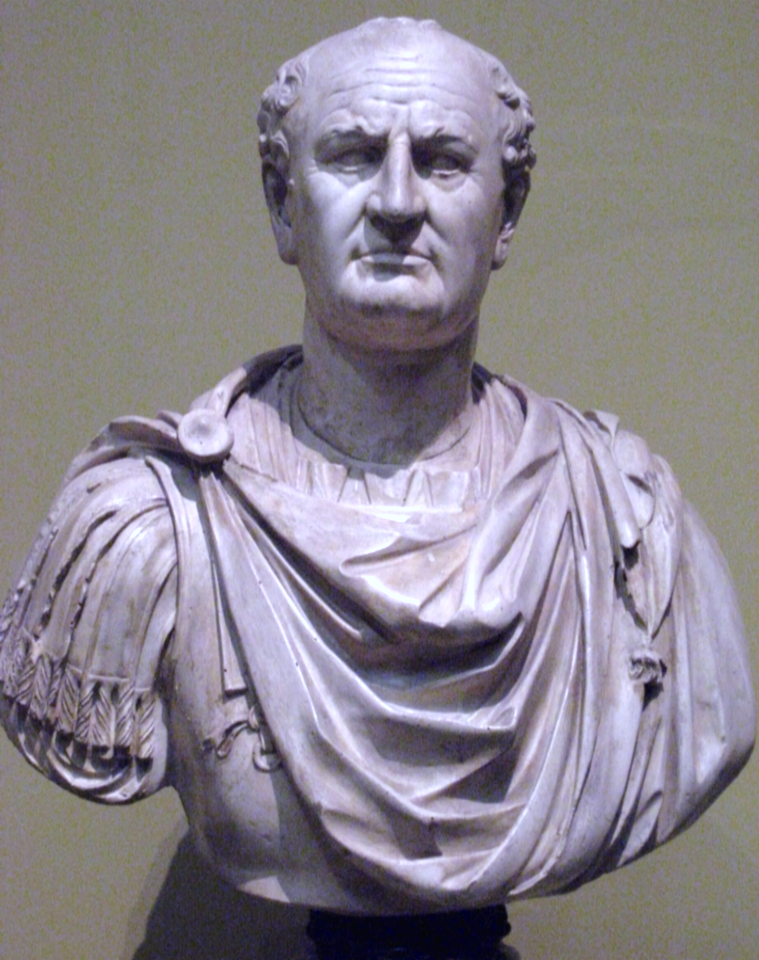
Busto del emperador romano Vespasiano, quien ordenó el reclutamiento de la Cohors III Lingonum en 78.

La unidad fue reclutada de entre el pueblo de los lingones de la Gallia Belgica en 78 por orden del emperador Vespasiano para reforzar las tropas entregadas a Cneo Julio Agrícola para completar la conquista de Britannia, aunque desconocemos donde estuvo de guarnición y cuál fue su actuación concreta durante las campañas de Agrícola entre 78 y 84. También se desconoce dónde fue acantonada bajo Domiciano.

## El siglo II
La Cohors III Lingonum' perteneció a la guarnición de la provincia romana de Britannia durante todo el siglo II, tal y como atestiguan una serie de Diplomata militaris:
- 19 de enero de 103[2]
- 17 de julio de 122[3]
- 20 de agosto de 127[4]
- 128[5]
- 131[6]
- 23 de marzo de 178[7]
- Fecha incierta[8]

Por ello, esta cohorte debió participar en las operaciones militares acaecidas en Britannia a lo largo de este siglo, especialmente en las que condujeron a la construcción del Muro de Adriano y del Muro de Antonino. Se desconoce el lugar exacto de su acantonamiento, pero se especula con la posibilidad de que estuviera acuartelada en Harrogate o Leeds, populosas localidades actuales escasamente excavadas.
La unidad fue dirigida en un momento indeterminado del siglo II por el caballero Cayo Saguro Prisco, posteriormente ascendido a senador.
Desconocemos cual fue el destino de la unidad con posterioridad a 178, pero posiblemente continuo de guarnición en Britannia hasta que Clodio Albino se proclamó emperador en 193, acompañándolo a la Gallia en 197-198 y siendo destruida en la batalla de Lugdunum de 198 a manos de las tropas de Septimio Severo.

## Bibliografía

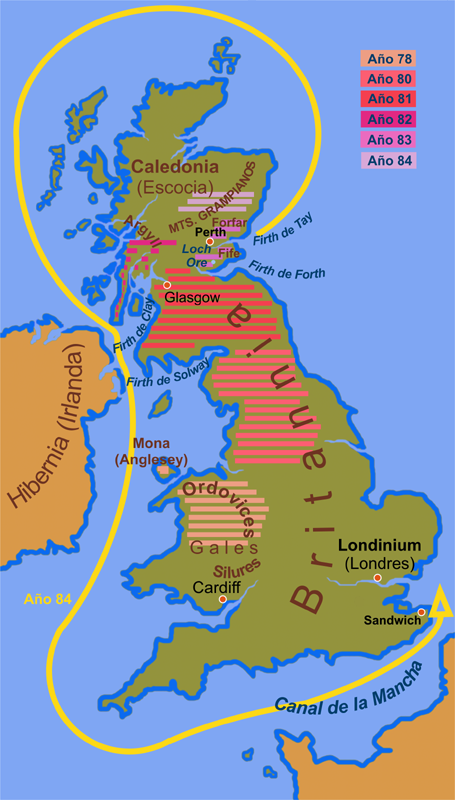
Mapa de las campañas de Agrícola en Britania
de 78-84..